# Joel Walldén
Joel Svante Walldén, född den 25 januari 1894 i Tammerfors, död där den 25 januari 1972, var en finländsk militär.
Walldén bedrev studier vid Tammerfors handelsinstitut och Viborgs officerskola. Efter att ha deltagit i frihetskriget 1918 fortsatte han studierna vid Kadettskolan 1919–1921, vid École Spéciale Militaire de Saint-Cyr 1922–1923 och vid École supérieure de guerre i Paris 1923–1925. Walldén genomförde studieresor till Frankrike, Sverige, Estland och Tyskland. Han blev fänrik 1919, löjtnant 1921, kapten 1925, generalstabsofficer 1926 och major 1927. Walldén var byråofficer i Överbefälhavarens stab 1919, kompaniofficer i Mellersta Finlands regemente 1920–1921, byråoffcer i Generalstaben 1921–1922 och chef för mobiliseringsbyrån i försvarsministeriet 1927–1933. Han befordrades till överstelöjtnant 1931 och till överste 1941. Walldén var administratör i Comité international pour la non-intervention en Espagne 1937–1938, under spanska inbördeskriget. Han var kommendör för Trängbataljonen 1933–1936, för Andra jägarbataljonen 1938–1940, för Fjärde jägarregementet 1947–1952 och för Fjärde brigaden 1952–1954. Under vinterkriget 1939–1940 stred Walldén på Karelska näset, under fortsättningskriget 1941–1944 var han regements- och brigadkommendör vid Uhtuaavsnittet, senare biträdande chef för underrättelsesektionen i Högkvarteret och 1945–1947 var han chef för huvudstabens utrikesavdelning. Han blev politierådman i Ekenäs 1954.